# Укромновское сельское поселение
Укромновское се́льское поселе́ние (укр. Укромнівське сільське поселення, крымскотат. Укромное кой юрту, Янъы Сарабуз кой юрту)— муниципальное образование в составе Симферопольского района Республики Крым России.

## География
Поселение расположено в центральной части района, в степном Крыму. Граничит на юге с Мирновским, на востоке с — Молодёжненским, на севере — с Гвардейским, на западе с — Родниковским и на юго-западе с — Перовским сельскими поселениями.
Площадь поселения 22,57 км².
Основная транспортная магистраль: автодорога 35К-001 Красноперекопск — Симферополь (по украинской классификации — территориальная автодорога Н-05).
К Укромновскому сельскому поселению прилегает территория аэропорта Симферополь, при этом новое здание аэровокзала и площадь перед ним отнесены к территории Укромновского сельского поселения (аэровокзалу присвоен адрес: площадь Воссоединения, 1).

## Население
| 2001  | 2014  | 2015  | 2016  | 2017  | 2018  | 2019  |
| ----- | ----- | ----- | ----- | ----- | ----- | ----- |
| 5009  | ↗5676 | ↗5695 | ↗5817 | ↗5995 | ↗6091 | ↗6152 |
| 2020  | 2021  |       |       |       |       |       |
| ↗6195 | ↘6083 |       |       |       |       |       |

## Состав
В состав поселения входят 2 населённых пункта:
| № | Населённый пункт | Тип населённого пункта | Население на 2014 год |
| - | ---------------- | ---------------------- | --------------------- |
| 1 | Укромное         | село, центр            | ↗4980                 |
| 2 | Совхозное        | село                   | ↘1103                 |

## История
В начале 1920-х годов был образован Ново-Сарабузский сельсовет, когда по постановлению Крымревкома от 8 января 1921 года была упразднена волостная система и создавались местные советы. Согласно Списку населённых пунктов Крымской АССР по Всесоюзной переписи 17 декабря 1926 года в сельсовете числилось 6 населённых пунктов с населением 256 человек:
- Сарабуз (Татарский) — 127 чел.
- совхоз Темир-Ага — 61 чел.

Также в совете числились разъезд Кара-Кият с населением 32 человека, хутор Сарабуз (Татарский) с 23 жителями и 2 железнодорожные будки с 12 жителями.
Указом Президиума Верховного Совета РСФСР от 21 августа 1945 года Ново-Сарабузский сельсовет был переименован в Укромновский сельский совет. С 25 июня 1946 года сельсовет в составе Крымской области РСФСР, а 26 апреля 1954 года Крымская область была передана из состава РСФСР в состав УССР.
Указом Президиума Верховного Совета УССР «Об укрупнении сельских районов Крымской области», от 30 декабря 1962 года Симферопольский район был упразднён и сельсовет присоединили к Бахчисарайскому. 1 января 1965 года, указом Президиума ВС УССР «О внесении изменений в административное районирование УССР — по Крымской области», вновь включили в состав Симферопольского.
Решением Крымского областного Совета депутатов трудящихся от 6 августа 1965 года № 675 из Мирновского сельсовета выделен Укромновский в составе сёл Весёлое, Ковыльное, Комсомольское, Совхозное, Зольное, Укромное. 7 февраля 1972 года Комсомольское передано в подчинение Мирновского сельсовета. В период с 1 января 1977 по 1 июня 1977 года Весёлое передано в Перовский сельсовет, между 1977 и 1984 годом было упразднено Ковыльное, Зольное исключено из списков 30 июля 1998 года.
С 12 февраля 1991 года сельсовет в восстановленной Крымской АССР, 26 февраля 1992 года переименованной в Автономную Республику Крым. С 21 марта 2014 года в составе Крыма аннексировано Россией. Законом «Об установлении границ муниципальных образований и статусе муниципальных образований в Республике Крым» от 4 июня 2014 года территория административной единицы была объявлена муниципальным образованием со статусом сельского поселения.